# Tandy Corporation
Tandy Corporation è stata un'azienda produttrice di articoli in cuoio fondata nel 1919 a Fort Worth, Texas (USA), per lo più nota per avere, nel 1963, acquistato e dato il proprio nome a Radio Shack.
"Tandy" è stato ufficialmente tolto dal nome della società nel 2000, quando è stata adottata la denominazione RadioShack Corporation.

## Storia
Tandy fu fondata nel 1919 da Norton Hinckley e Dave L. Tandy come Hinckley-Tandy Leather Company, che vendeva parti in cuoio ai locali negozi di riparatori di calzature. Durante la seconda guerra mondiale il figlio di Tandy, Charles D. Tandy, a causa del razionamento delle scarpe, indirizzò l'azienda verso la produzione di articoli in cuoio, come i portafogli.
Nel 1963 Tandy salvò dal fallimento Radio Shack, acquistando la società per 300.000 dollari. Successivamente Tandy decise di vendere tutte le attività non legate all'elettronica divenendo Tandy Radio Shack. Tandy Leather Company è sopravvissuta fino al 2000, quando si è fusa con The Leather Factory per formare Tandy Leather Factory.
Nel 2000 la società è stata ribattezzata RadioShack, togliendo ufficialmente dal nome il riferimento a "Tandy".

## I computer

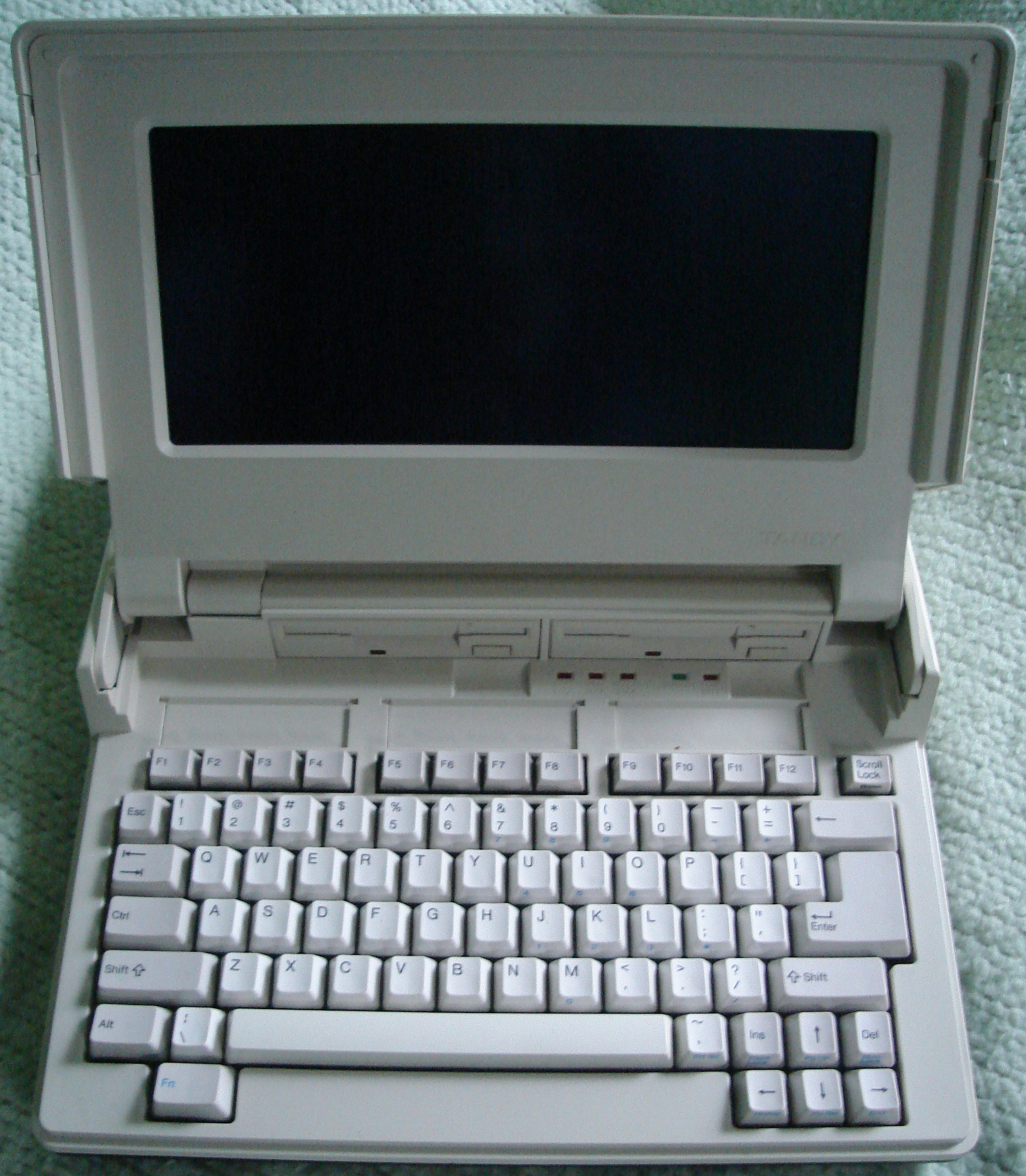
Un portatile di Tandy, il 1400LT.

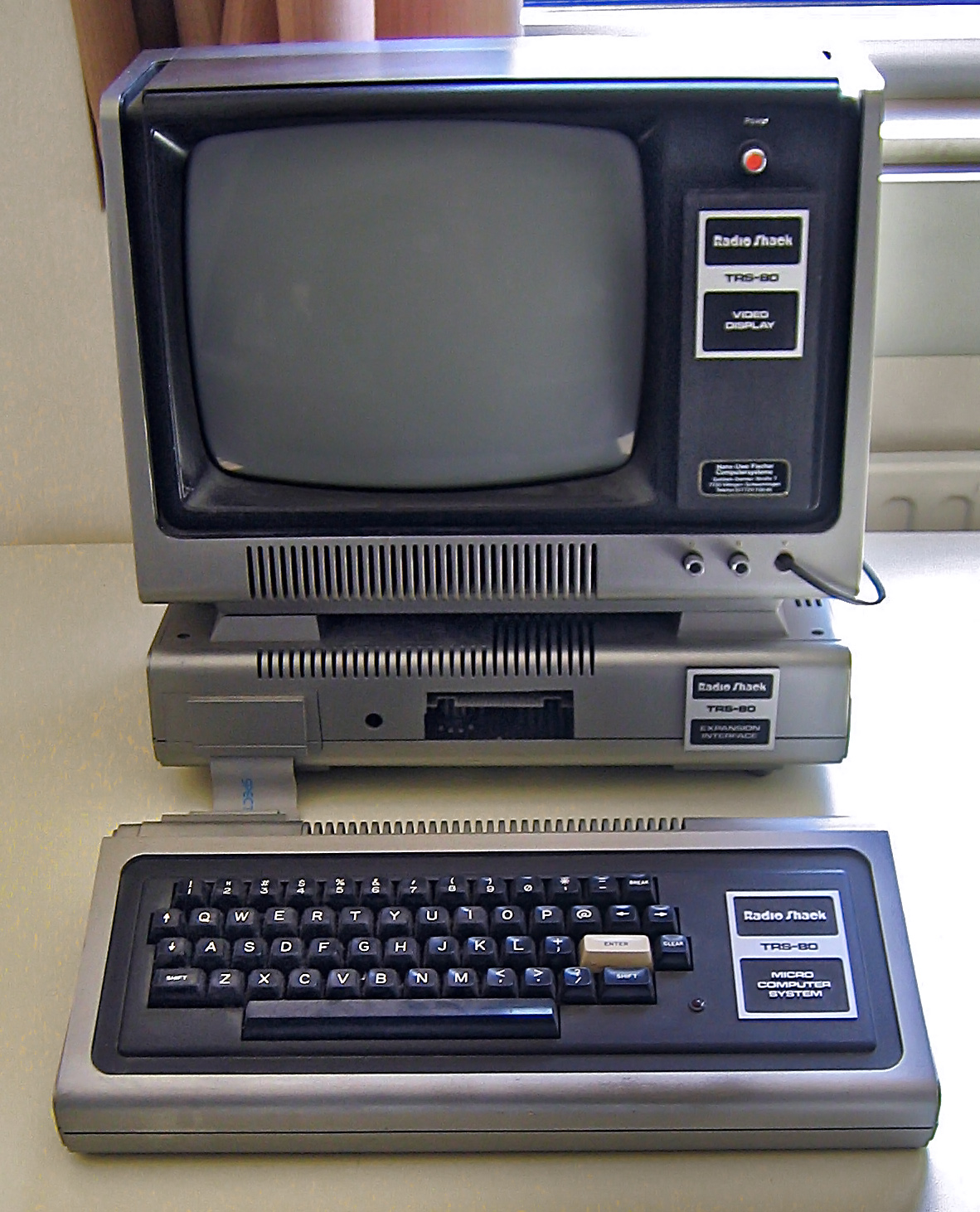
Il TRS-80 Model I.

Tandy è stata una delle prime società, insieme a Commodore, Atari ed Apple, a commercializzare dei computer già assemblati e pronti all'uso (fino ad allora i computer erano generalmente venduti in kit di montaggio, come l'Altair 8800), come il famoso TRS-80, un home computer commercializzato a partire dal 1977.
Negli anni ottanta Tandy abbandonò i computer ad 8 bit per produrre degli IBM compatibili, come il Tandy 1000 ed il Tandy 2000, più economici degli originali IBM ma con caratteristiche audio e grafiche superiori.
Tandy produsse dei notebook come la serie Tandy 1100, presentata nel 1989 e basata sul NEC V20 a 10 Megahertz, ed anche dei floppy disk.
Tandy produsse anche il DeskMate, un ambiente grafico che girava sopra al DOS e ricordava le prime versioni di Microsoft Windows.
La produzione dei PC compatibili IBM continuò fino alla fine dell'epoca dei processori 486.
Nel 1988 Tandy acquistò GRiD Systems Corporation, una società che produceva computer portatili.
Nel 1989 Tandy presentò il WP-2, un portatile con memoria a stato solido (che era un Citizen CBM-10WP marcato Tandy) e nel 1992 il Tandy Zoomer, un predecessore del Palm Pilot.
Successivamente Tandy cedette la sua divisione computer a AST Research ed iniziò a vendere nella sua catena di negozi "Radio Shack" computer di altri produttori.